# ركين (الحصن)

تعديل مصدري - تعديل

ركين هي إحدى قرى عزلة اليمانية العليا بمديرية الحصن التابعة لمحافظة صنعاء، بلغ تعداد سكانها 236 نسمة حسب تعداد اليمن لعام 2004.